# Orange Bowl (tenis)
Orange Bowl – mistrzostwa juniorów, prestiżowy turniej juniorski w tenisie, rozgrywany m.in. w kategoriach do lat 12 i 14. Miejscem rozgrywania zawodów jest Crandon Park w Key Biscayne w Miami na Florydzie. Rozgrywany od 1948 roku dla mężczyzn i 1951 dla kobiet.

## Mistrzynie turnieju
- 1991 –  Maria Francesca Bentivoglio
- 1992 –  Amelia Castera
- 1993 –  Carolina Jagielniak
- 1994 –  Jessica Lenhof
- 1995 –  Katarina Srebotnik
- 1996 –  Justine Henin
- 1997 –  Jelena Pandzic
- 1998 –  Melissa Torres
- 1999 –  Matea Mezak
- 2000 –  Nicole Pitts
- 2001 –  Szachar Pe’er
- 2002 –  Wolha Hawarcowa
- 2003 –  Sorana Cîrstea
- 2004 –  Tamira Paszek
- 2005 –  Caroline Wozniacki
- 2006 –  Nikola Hofmanova
- 2007 –  Michelle Larcher de Brito
- 2008 –  Julia Boserup
- 2009 –  Gabriela Dabrowski
- 2010 –  Lauren Davis
- 2011 –  Anett Kontaveit
- 2012 –  Ana Konjuh
- 2013 –  Warwara Flink